# Dryocosmus kuriphilus
Dryocosmus kuriphilus är en stekelart som beskrevs av Keizo Yasumatsu 1951. Dryocosmus kuriphilus ingår i släktet Dryocosmus och familjen gallsteklar. Inga underarter finns listade i Catalogue of Life.
Artens ursprungliga utbredningsområde är Kina. Den är en skadeinsekt som angriper arter av kastanjesläktet. Hos ett skadat träd förekommer döende växtskott, ett mindre antal blad och färre kastanjer. Denna gallstekel når utan antenner en längd av 2,5 till 3 mm och den har en svart färg. Honan lägger sina ägg i skott för blad. Bladen får sedan stora gallbildningar. Dryocosmus kuriphilus introducerades i alla regioner där kastanjer förekommer.

## Bildgalleri

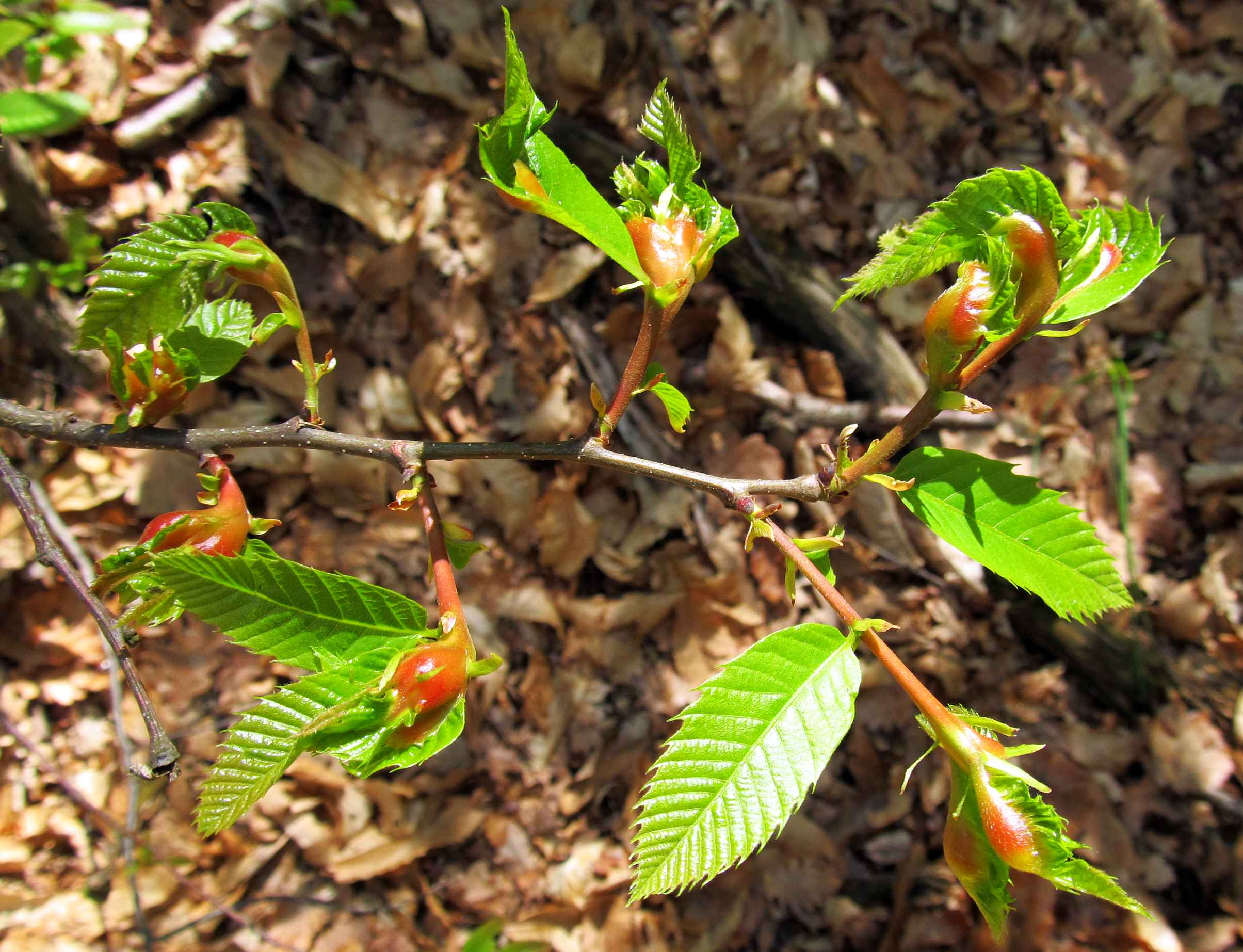